# Joseph Kizito
Joseph Nestroy Kizito (Kampala, Uganda, 27 de julio de 1982) es un futbolista ugandés, que se desempeña como defensa y que actualmente milita en el Dinamo Tbilisi de la Umaglesi Liga de Georgia.

## Clubes
| Club           | País    | Año           |
| -------------- | ------- | ------------- |
| Villa SC       | Uganda  | 2000 - 2004   |
| FK SREM        | Serbia  | 2004 - 2005   |
| FK Vojvodina   | Serbia  | 2005-2010     |
| FK Partizan    | Serbia  | 2010-2011     |
| Dinamo Tbilisi | Georgia | 2012-presente |

## Selección nacional
Ha sido internacional con la selección de fútbol de Uganda, ha jugado 34 partidos internacionales y no ha anotado.